# Joan Estruch Tobella
Joan Estruch Tobella (San Sadurní de Noya, 1953) es un filólogo, historiador y profesor español.

## Biografía
Nacido en 1953 en la localidad barcelonesa de San Sadurní de Noya, ha estudiado la figura y obra de Gustavo Adolfo Bécquer, con, por ejemplo, una edición crítica de sus Obras completas. En 2009 publicó una edición crítica de las Obras completas de Mariano José de Larra. Estruch, profesor de instituto en Barcelona, también ha estudiado la gestión escolar.
En el ámbito de la historia contemporánea, se ha  especializado en el estudio del Partido Comunista de España. Es autor de obras como Historia del PCE (1920-1939) (1978), prologado por Fernando Claudín, El PCE en la clandestinidad, 1939-1956 (1982) o Historia oculta del PCE (2000), entre otras. 
En Historia del PCE (1920-1939) describe una realidad «confusa» del PCE en sus primeros años. García Cotarelo señala simpatías y afinidad con el POUM por parte de Estruch, que le harían «dibujar un PCE stalinista y burocratizado». Según García Cotarelo, Estruch sugiere en este libro que el surgimiento del comunismo en España fue una reacción «refleja» e «inmadura» a los acontecimientos que tenían lugar en la Unión Soviética y que no respondía a unas «necesidades nacionales reales». Sin embargo, César Vidal le describió en sus inicios como un «historiador casi oficialista [del PCE]». En Historia oculta del PCE, Estruch pretende desvelar la historia oculta del partido y sus «aspectos más siniestros», según Vidal, centrando sus críticas en los dirigentes y la cúpula del partido. Gómez Roda, por su parte, contextualiza la aparición de esta última obra en la corriente de historiografía crítica con el comunismo que proliferó tras la caída del muro de Berlín y la disolución de la Unión Soviética.